# Romont (Bern)
Romont (Duits (verouderd): Rothmund) is een gemeente en plaats in het Zwitserse kanton Bern, en maakt deel uit van het district Jura bernois.
Romont (BE) telt 195 inwoners.